# 기쿠치 다이치
기쿠치 다이치(일본어: 菊地 泰智, 1999년 5월 7일~)는 일본의 축구 선수이다.

## 구단 경력
그는 2022년 J1리그의 사간 도스에 입단했다. 2024년 7월 알비렉스 니가타로 이적했다. 2024년에 J리그컵 우승을 차지했다.